# 王鸿举
王鸿举（1945年10月—）出生于重庆市渝中区；四川大学数学系毕业。1979年2月加入中国共产党，是中共第十六届、第十七届中央委员。曾一直在家乡任职，于2002年10月至2009年11月间，担任重庆市市长。曾任第十一届全国人大常委会委员、环境与资源保护委员会副主任委员。

## 生平
1968年大学毕业后，被安排到四川省彭水县重晶石矿劳动、工作；后进入中共彭水县县委；历任工交部干事，县委办公室干事、副主任，县委常委、办公室主任，中共彭水县委书记。1985年出任四川省涪陵地委副书记；曾兼任涪陵市（县级市）市委书记，涪陵地区行政公署专员等职；1994年，晋升涪陵地委书记。在1996年，自涪陵升为省辖市后，出任涪陵市委书记、兼市政协主席。当年9月，出任原四川省重庆市委常委、涪陵市委书记。
1997年，在组建重庆直辖市时，涪陵并入重庆；王鸿举出任市委副书记、副市长。2002年10月，接替包叙定出任代市长、市政府党组书记。2003年1月，在重庆市第二届人民代表大会第一次会议上，正式当选重庆市市长。
王鸿举自重庆升直辖市后，共历经张德邻、贺国强、黄镇东、汪洋、薄熙来五任市委书记。2009年11月底，中共中央宣布免去王鸿举的职务；数天后，在12月3日举行的重庆市第三届人大常委会第十四次会议上，64岁的王鸿举辞去重庆市市长的职务；26日，他被增选为第十一届全国人大常委会委员、环境与资源保护委员会副主任委员。

## 离职原因
自2009年7月10日起，重庆市开展的打黑行动揭开了地方官场的腐败；包括司法局局长、公安局副局长等多位高官涉案。作为长期在重庆工作的本地官员，外界猜测王鸿举有可能涉案，至少是工作不力。 但在辞职报告中，王鸿举称是因年龄原因而辞职的，而且经济已经开始复苏，重庆有这方面的干部。 重庆市人大常委会主任陈光国也在会上解释，“按照规定，正部级干部任职年龄为65岁，王市长还有一年才到。但是，他多次向中央提出要提前退出领导岗位，并且推荐了接替的人选... 显示出他胸怀宽广，高风亮节。”